# Kemberton
Kemberton – wieś i civil parish w Anglii, w hrabstwie Shropshire. W 2011 civil parish liczyła 244 mieszkańców. Kemberton jest wspomniana w Domesday Book (1086) jako Chenbritone.